# Storm de Toledo
Le Storm de Toledo est une franchise professionnelle de hockey sur glace de la ville de Toledo dans l'État de l'Ohio aux États-Unis. Elle évoluait dans l'ECHL.

## Historique
L'équipe est créée en 1991 dans l'ECHL en Amérique du Nord. Elle gagne à deux reprises la Coupe Riley qui récompense le vainqueur des séries éliminatoires de l'ECHL. Elle cesse ses activités en 2007 et après deux saisons d'inactivité, elle est remplacée par le Walleye de Toledo en 2009.
Elle sert de club-école pour quatre franchises de la Ligue américaine de hockey : les Red Wings de l'Adirondack de 1991 à 1993 et de 1995 à 1999, les Griffins de Grand Rapids  de 2004 à 2007, les Barons de Cleveland en 2005-2006 et les Admirals de Norfolk en 2006-2007 ainsi que trois équipes de la Ligue nationale de hockey : les Red Wings de Détroit de 1991 à 1999 et de 2000 à 2007, les Predators de Nashville en 2003-2004 et les Sharks de San José de 2005 à 2007.

## Statistiques
| Saison    | PJ | V  | D  | N | DP | BP  | BC  | Pts | Classement              | Séries éliminatoires                          |
| --------- | -- | -- | -- | - | -- | --- | --- | --- | ----------------------- | --------------------------------------------- |
| 1991-1992 | 64 | 46 | 15 |   | 3  | 367 | 240 | 95  | 1er division Ouest      | Défaite au premier tour                       |
| 1992-1993 | 64 | 36 | 17 |   | 11 | 316 | 238 | 83  | 1er division Ouest      | Champion de la Coupe Riley                    |
| 1993-1994 | 68 | 44 | 20 |   | 4  | 338 | 289 | 92  | 1er division Nord       | Champion de la Coupe Riley                    |
| 1994-1995 | 68 | 41 | 22 |   | 5  | 287 | 230 | 87  | 3e division Nord        | Défaite au premier tour                       |
| 1995-1996 | 70 | 48 | 14 |   | 8  | 301 | 240 | 104 | 1er division Nord       | Défaite en demi-finale                        |
| 1996-1997 | 70 | 32 | 28 |   | 10 | 258 | 248 | 74  | 5e division Nord        | Défaite au premier tour                       |
| 1997-1998 | 70 | 41 | 21 |   | 8  | 251 | 210 | 90  | 2e division Nord-Ouest  | Défaite en quart de finale d'association      |
| 1998-1999 | 70 | 39 | 26 |   | 5  | 256 | 246 | 83  | 3e division Nord-Ouest  | Défaite en demi-finale d'association          |
| 1999-2000 | 70 | 22 | 41 |   | 7  | 214 | 306 | 51  | 6e division Nord-Ouest  | Non qualifiés                                 |
| 2000-2001 | 72 | 37 | 27 |   | 8  | 262 | 259 | 82  | 3e division Nord-Ouest  | Défaite en demi-finale d'association          |
| 2001-2002 | 72 | 28 | 34 |   | 10 | 225 | 265 | 66  | 6e division Nord-Ouest  | Non qualifiés                                 |
| 2002-2003 | 72 | 47 | 15 |   | 10 | 247 | 196 | 104 | 1er division Nord-Ouest | Défaite en finale de division                 |
| 2003-2004 | 72 | 23 | 38 |   | 11 | 183 | 258 | 53  | 7e division Nord        | Non qualifiés                                 |
| 2004-2005 | 72 | 41 | 26 |   | 5  | 203 | 194 | 87  | 4e division Nord        | Défaite en demi-finale de division            |
| 2005-2006 | 72 | 46 | 21 |   | 5  | 244 | 189 | 97  | 1er division Nord       | Défaite en finale de l'association Américaine |
| 2006-2007 | 72 | 39 | 30 |   | 3  | 211 | 220 | 81  | 2e division Nord        | Défaite au deuxième tour                      |